# Lophozia hatcheri
Lophozia hatcheri là một loài Rêu trong họ Jungermanniaceae. Loài này được (A. Evans) Stephani mô tả khoa học đầu tiên năm 1901.